# Walsbrunnen
Koordinaten: 49° 28′ 0,3″ N, 10° 26′ 6,3″ O
Der Walsbrunnen ist eine als Naturdenkmal ausgewiesene Gipskarstquelle bei Illesheim in Mittelfranken.

## Beschreibung
Der Walsbrunnen liegt zwischen Sontheim und Ickelheim unmittelbar am Bachlauf des Erlenbaches. Es ist ein bläulich schimmernder Quelltopf mit starkem Wasserpflanzenwuchs. Das Quellwasser entspringt der mittleren Keuperschicht und mündet nach wenigen Metern in den Erlenbach, der über den Linkenbach in die Aisch fließt.
Die Quelle ist vom Bayerischen Landesamt für Umwelt als Geotop 575Q001 ausgewiesen. Siehe hierzu auch die Liste der Geotope im Landkreis Neustadt an der Aisch-Bad Windsheim.